# Regine Heß
Regine Heß ist eine deutsche Diplomatin. Seit 2023 ist sie im Auswärtigen Amt zuständig für die Beziehungen für Ostafrika und Horn von Afrika. Vorher war sie von 2019 bis 2023 Botschafterin in Tansania.

## Laufbahn
Nach dem Abitur 1983 studierte Regine Heß bis 1990 BWL, Geschichte und Politikwissenschaften in München und Aix-en-Provence. Es folgte ein einjähriges Studium am Europa-Kolleg in Brüssel.
1992 trat Heß in den Auswärtigen Dienst ein und absolvierte bis 1994 den Vorbereitungsdienst für die höhere Laufbahn. Nach einem Einsatz in der Zentrale des Auswärtigen Amts (1994–1996) und in der Vertretung des Landes Brandenburg in Bonn (1996–1997) waren die nächsten Stationen ihrer Karriere die Botschaften in Sarajevo (1997–2000) und Belgrad (2000–2002). Von 2002 bis 2006 war sie wiederum im Auswärtigen Amt tätig.
Ihr erster Einsatzort in Afrika war ab 2006 Kampala in Uganda, wo sie Ständige Vertreterin des Leiters der Botschaft war. 2009 erfolgte der Wechsel an die Botschaft Nairobi in Kenia.
Zurück im Auswärtigen Amt war Heß von 2011 bis 2015 stellvertretende Referatsleiterin für Bilaterale und EU-Beziehungen zur Sahelzone und Zentralafrika. Während dieser Zeit leitete sie 2013 kurzzeitig die deutsche Botschaft Niamey (Niger) als Geschäftsträgerin a. i.
2015 ging Regine Heß als Ständige Vertreterin des Botschafters nach Abuja (Nigeria). Ende 2019 erfolgte ihre Ernennung zur Botschafterin in Daressalam (Tansania), als Nachfolgerin von Detlef Wächter. 2023 wurde sie in diesem Amt von Thomas Terstegen abgelöst und ging zurück ins Auswärtige Amt, Dort ist sie seitdem zuständig für die Beziehungen zu Staaten in Ostafrika, am Horn von Afrika sowie den Inselstaaten des westlichen Indischen Ozeans.